# Shamshi-ilu
Shamshî-ilu est un grand dignitaire assyrien qui a vécu au VIIIe siècle av. J.-C. Il est grand général (turtanu) du royaume assyrien sous plusieurs rois, ce qui constitue une des fonctions les plus élevées dans la hiérarchie militaire et administrative. Il dirige la province de Til Barsip, dans la Djézireh occidentale, cité où il fait construire un palais. Il exerce dans cette région une très grande influence, et dispose d'une très grande marge de manœuvre par rapport au pouvoir royal qui est alors affaibli. La fin de son influence correspond peut-être à la prise du pouvoir par Teglath-Phalasar III en 747, qui voit le pouvoir monarchique être rétabli à sa pleine puissance.